# Thorpe Constantine
Thorpe Constantine est un village et une paroisse civile du Staffordshire, en Angleterre.